# Finn Nørbygaard
Finn Nørbygaard (født 8. marts 1952 i Esbjerg) er en dansk komiker, skuespiller, forfatter, foredragsholder og psykoterapeut. I 1984 mødte han Jacob Haugaard på Østjyllands Radio, hvor de lavede små sketcher som billetkontrollører hos Aarhus Sporveje. Makkerparret fortsatte samarbejdet med filmene Jydekompagniet (1988) og Jydekompagniet 3 (1989), som tilsammen solgte over 850.000 billetter. Komikerparret medvirkede også i de populære Tuborg Squash-reklamer, og senest har de medvirket i actionfilmen Den sidste rejse (2011). I 1994-1995 turnerede han med showet Musik & Fis sammen med sangerinden Jette Torp. Showet solgte over 170.000 billetter. I 1999 lavede han sit sketchshow Finn'sk fjernsyn på TV 2, som ugentligt havde over 1 million seere.
Siden 2004 har han praktiseret som psykoterapeut. Han har skrevet bøgerne; Tillykke med din krise – en komiker bag facaden (2007) som er udkommet på forlaget Høst & Søn og Mine 12 veje til liv (2020) som er udkommet på forlaget Momenta.
Efter en række soloshows blev Nørbygaard involveret i it-skandalen omkring IT Factory, hvor han mistede aktier til en værdi af 250 mio. kr. Med udgangspunkt i egne erfaringer, holder han foredrag for såvel private som virksomheder.

## Karriere
Han er oprindeligt uddannet skolelærer fra Esbjerg Seminarium i 1975, men fik sit gennembrud som komiker i en tv-rolle som billetkontrollør ved Århus Sporveje sammen med Jacob Haugaard. Her gjorde de det århusianske udtryk "ja-dak" landskendt. Parret lavede også filmene om Jydekompagniet og optrådte i en populær tv-reklamekampagne for Tuborg Squash. I 1982 fik han bifagseksamen på Nordisk Institut på Aarhus Universitet.
En anden af Nørbygaards succeser var comedy/musikshowet Musik og Fis fra 1993, som han lavede sammen med sangerinden Jette Torp, og som derfor også blev kendt som Finn og Jette Show.
Senere blev Finn Nørbygaard investor i JMI invest, der var hovedejer af IT Factory.
Han blev derved indblandet i den økonomiske skandale i forbindelse med afsløringen af disse firmaers manglende reelle indhold, og Nørbygaard mistede hermed aktier til en værdi af omkring 250 mio. kr ved IT Factorys konkurs. Han havde dog reelt kun investeret ca. 2,5 mio. kr. i foretagendet. I forbindelse med konkursen inddrog banken Nørbygaards bil, hus, et sommerhus på Samsø og ét i Sydspanien, hans obligationer samt hans mors lejlighed i Aarhus.
Nørbygaard holder i dag mange foredrag om sit livs krise – og hvordan han kom videre, humor, inspiration og kreativitet, menneskesindet, samarbejde og kommunikation.
I 2005 åbnede psykoterapeutiske klinik i Aarhus på sin privatadresse. Han havde tre år forhånden påbegyndte en uddannelse i samtaleterapi. Han afsluttede uddannelsen på Institut for Gestaltanalyse i 2009.
Han havde radioprogrammet Finsk Terapi på Radio24Syv.
I 2022 medvirkede han i anden sæson af komedieserien Guru i rollen som Erik Mertz.

## Familie
Nørbygaards far blev i 1952 den første driftsleder for Cocio Chokolademælk.
Hans forældre kunne ikke have ham, og han blev derfor sendt til en plejefamilie. Han blev dog fjernet fra plejefamilien allerede efter 10 måneder.

## Filmografi
| År   | Titel                         | Rolle      | Noter                                                                           |
| ---- | ----------------------------- | ---------- | ------------------------------------------------------------------------------- |
| 1988 | Jydekompagniet                | Finn       | Jacob Haugaard medvirker også.                                                  |
| 1989 | Jydekompagniet 3              | Finn       | Jacob Haugaard medvirker også. Der findes ingen film med titlen Jydekompaniet 2 |
| 1990 | Springflod                    |            |                                                                                 |
| 1996 | Finn Og Jacob – På Vejen Igen | Finn       | Jacob Haugaard medvirker også.                                                  |
| 1998 | Skyggen                       | musiklærer |                                                                                 |
| 2009 | Kærestesorger                 | Boysen     |                                                                                 |
| 2011 | Den Sidste Rejse              | Finn       | Jacob Haugaard medvirker også.                                                  |

### TV-serier
| År   | Titel            | Rolle      | Noter         |
| ---- | ---------------- | ---------- | ------------- |
| 1999 | Finn'sk fjernsyn | diverse    | satire, humor |
| 2018 | BaseBoys         | Morfar     |               |
| 2022 | Guru             | Erik Mertz |               |